# Cyril Genik

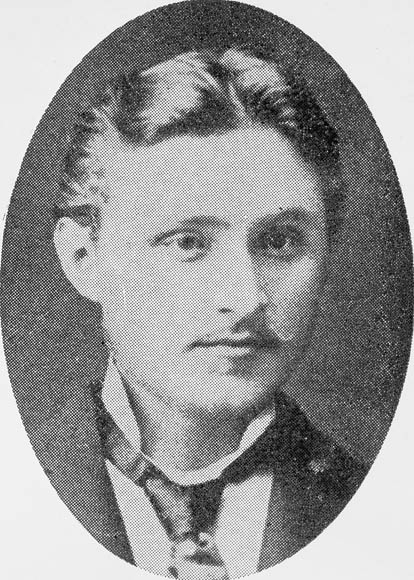
Cyril Genik (1857–1925)

Cyril Genik (oryg. ukr. Кирило Геник, Kyryło Henyk, ur. 1857 w Berezowie Niżnym, zm. 12 lutego 1925 w Winnipeg) – kanadyjski agent imigracyjny, z pochodzenia Ukrainiec, działacz ukraińskiej społeczności imigracyjnej w Winnipeg.

## Życiorys
Cyryl Genik (Kyryło Henyk) urodził się w 1857 w Berezowie Niżnym w Galicji. Jego rodzicami byli wójt Iwan Henyk oraz jego żona Anna Percowycz. Początkowo uczył się w Kołomyi, następnie przeniósł się do miasta Stanisławowa, aby zakończyć swoją edukację nauczycielską. Zdał maturę we Lwowie, po czym objął posadę nauczyciela w powiecie nadwórniańskim w 1879 roku. W roku 1882 wrócił do rodzinnej wsi i założył tam szkołę. Dwa lata wcześniej założył również firmę oraz spółdzielnię (Sklep Karpacki). W 1890 roku został wybrany do rady miejskiej w mieście, w którym rozpoczął naukę, w Kołomyi.
Za radą Josifa Oleskiwa, profesora, który zachęcał Ukraińców galicyjskich do emigracji do Kanady, Henyk dołączył razem z żoną i czwórką dzieci do drugiej grupy emigratów – 64 Ukraińców, którzy 22 czerwca 1896 dotarli do Quebecu. Swoją grupę doprowadził najpierw do Winnipeg, a następnie do późniejszego miast Stuartburn, które jest obecnie uważane za siedzibę pierwszej ukraińsko-kanadyjskiej wspólnoty w zachodniej Kanadzie. W sierpniu wystąpił o pozwolenie na osiedlenie się w Stuartburn, ale szybko zmienił zdanie i przeniósł się do Winnipeg. W tym samym miesiącu, dzięki rekomendacji Oleskiwa, podjął pracę w kanadyjskim Wydziale Spraw Wewnętrznych jako agent imigracyjny. We wrześniu 1896 został tymczasowym pracownikiem Wydziału, wykonując obowiązki tłumacza. Pracując jako agent imigracyjny, spotykał nowo przybyłych do Kanady Ukraińców. Zachęcał ich do mówienia po angielsku i porzucenia tradycyjnych zwyczajów, w miarę potrzeby służył im jako doradca. W 1898, Cyril Genik został pełnoetatowym pracownikiem kanadyjskiego rządu. Był pierwszym pełnoetatowym pracownikiem kanadyjskiej służby narodowości ukraińskiej.
W 1899 Genik założył Czytelnię im. Tarasa Szewczenki (Taras Shevchenko Reading Hall) w swoim domu, a następnie pierwszą w Kanadzie gazetę w języku ukraińskim pt. Rolnik Kanadyjski (Canadian Farmer), co nastąpiło w 1903 roku. Mimo że sam nie był religijny, Genik był przekonany, że Ukraińcy powinni założyć niezależny chrześcijański związek wyznaniowy, niezwiązany ani z prawosławiem greckim, ani z Rosyjskim Kościołem Prawosławnego. W latach 1903–1904 utworzył Niezależny Kościół Grecki, we współpracy z duchownymi Kościoła Prezbiteriańskiego w Winnipeg. W 1911 roku, po wyborach powszechnych, w których Partia Liberalna wspierana przez Genika poniosła klęskę. Genik stracił dotychczasową pracę i w ten sposób zakończył swoją działalność publiczną. Mieszkał jeszcze przez jakiś czas w Stanach Zjednoczonych, po czym powrócił do Winnipeg i tam zmarł 12 lutego 1925.
W chwili śmierci Genik był postacią na tyle znaną w ukraińskiej społeczności w Kanadzie, że był przez jej członków nazywany „Kanadyjskim Carem”.